# Regnier de Montigny
Regnier (sau Régnier) de Montigny (n. 1429, Bourges, Centre-Val de Loire, Franța – d. 1457, Paris, Regatul Franței) este un membru celebru al bandei Coquillards („Scoicarii”), cunoscut de poetul François Villon care îi menționează numele în poezia Lais. Calvarul său este prezentat, de asemenea, într-una dintre cele șase balade din seria Jargon et Jobellin dudit Villon, adunate în ediția operelor lui Villon publicată de editorul Pierre Levet⁠(d) în 1489, dar care sunt departe de a scoate în evidență calitățile literare ale baladelor poetului.
Provenea dintr-o familie nobiliară. A făcut parte din banda Coquillards și, fiind capturat de autorități, a fost spânzurat pe dealul Montfaucon în anul 1457, în ciuda cererilor de grațiere formulate de membrii familiei sale. Actele procesului bandei Coquillards din Dijon din 1455 îl identifică pe Montigny printre membrii acelei bande, împreună cu unii dintre complicii săi, dar nici Villon și nici Colin de Cayeux⁠(d) nu sunt menționați acolo și nici un alt document istoric nu aduce informații explicite cu privire la eventualele relații ale lui Regnier de Montigny cu Villon și cu Colin de Cayeux.